# Фостер, Майкл
Майкл Фостер (англ. Michael Foster, 8 марта 1836 — 28 января 1907) — английский физиолог, профессор физиологии, хирург, доктор медицинских наук, гистолог и ботаник.

## Биография
Майкл Фостер родился 8 марта 1836 года.
В 1859 году он стал доктором медицинских наук.
В 1869 году Майкл Фостер стал профессором физиологии и гистологии. В 1876 году он был одним из основателей Британского физиологического общества. С 1883 по 1903 год Майкл Фостер был профессором физиологии.
В 1899 году Фостер был президентом Британской ассоциации содействия развитию науки. С 1903 по 1904 год Майкл Фостер был вице-президентом Лондонского королевского общества. Он был почётным доктором Университета Глазго.
Майкл Фостер умер в Лондоне 28 января 1907 года. Возможно также, что он умер 29 января 1907 года.

## Научная деятельность
Майкл Фостер специализировался на семенных растениях.

### Избранные научные работы
- Foster, Michael. 1872. Ueber einen besonderen Fall von Hemmungswirkung. Archiv für die gesammte Physiologie des Menschen und der Thiere 5: 191—195[6].
- Foster, Michael. 1869. Note on the Action of the Interrupted Current on the Ventricle of the Frog’s Heart. Journal of Anatomy and Physiology 3: 400—401[6].
- Foster, Michael and A. G. Dew-Smith. 1877. Die Muskeln und Nerven des Herzens bei einigen Mollusken. Archiv für mikroskopische Anatomie und Entwicklungsgeschichte 14: 317—321[6].
- Foster, M. and A. G. Dew-Smith. 1875. On the Behaviour of the Hearts of Mollusks under the Influence of Electric Currents. Proceedings of the Royal Society 23: 586—594[6].
- Foster, Michael. 1876. Some Effects of Upas Antiar on the Frog’s Heart. Journal of Anatomy and Physiology 10: 586—594[6].